# Carlos Vallertes
Carlos Vallertes, gespeeld door Roger Velasco, is een personage uit de televisieserie Power Rangers. Hij was een vast personage in de tweede helft van de serie Power Rangers: Turbo en de gehele serie Power Rangers in Space. Daarnaast had hij een gastoptreden in Power Rangers: Lost Galaxy.

## Biografie

### InPower Rangers: Turbo
Carlos werd uitgekozen door Adam Park om hem op te volgen als Groene Turbo Ranger toen Adam en de andere veteraanrangers door Dimitria uit hun taak werden ontheven. Adam koos Carlos vanwege zijn hulp eerder, toen de twee een groep burgers uit Angel Grove in veiligheid brachten.
Als Turbo Ranger kreeg Carlos controle over de Desert Thunder Turbo Car, Desert ThunderTurbozord en later ook de Thunder Loader Rescuezord. Oorspronkelijk werd gesuggereerd dat hij een oogje had op Ashley Hammond, de nieuwe Gele Ranger, maar zij wees hem af en de twee bleven gewoon vrienden.
Toen de Power Chamber werd vernietigd door Divatox en de verslagen Turbo Rangers nieuws ontvinden dat de planeet Eltar was veroverd en hun originele mentor, Zordon, was gevangen, besloten ze Divatox achterna te gaan de ruimte in om Zordon te bevrijden.

### InPower Rangers in Space
Carlos en de andere rangers ontmoetten op hun reis Andros, de Rode Space Ranger op het Astro Megaship. Andros voorzag de vier van nieuwe Rangerkrachten. Carlos werd de Zwarte Space Ranger.
Carlos’s persoonlijkheid veranderde drastisch bij de overgang van Turbo naar In Space. In PRT was hij een luide spreker die vrijwel altijd optimistisch was en soms alleen maar aan voetbal kon denken (gelijk aan Conner McKnight). Maar gedurende PRIS werd Carlos een zeer introverte, verantwoordelijke en meer serieuze persoon.
Zijn beste vriend werd Andros.
Carlos nam deel aan het laatste gevecht tegen de United Alliance of Evil.

### InPower Rangers: Lost Galaxy
Carlos had net als de andere Space Rangers een gastoptreden in de afleveringen "To the Tenth Power" en "The Power of Pink" van Power Rangers: Lost Galaxy. Hierin vocht hij samen met de Galaxy Rangers tegen de Psycho Rangers, die weer tot leven waren gebracht door Trakeena.

## Trivia
- Gedurende Power Rangers: In Space verdween Carlos naar de achtergrond. (dat zo leek) Hij had maar weinig tekst en schermtijd, en bij de meeste scènes met het hele team stond hij een beetje achteraan.maar in de meeste afleveringen heeft hij heel veel tekst. Dit was echter in conflict met de Super Sentai serie Denji Sentai Megaranger, waar PRIS op gebaseerd was. In Megaranger was de Zwarte Ranger een van de belangrijkste personages. Hierdoor leek het alsof Carlos in een gevecht opeens een heel ander persoon werd.
- Gedurende zijn tijd als Ranger wisselde Carlos’ rangerkleur van groen naar zwart. Ironisch genoeg wisselde zijn voorganger, Adam Park van zwart naar groen gedurende zijn tijd als ranger.